# トロイ・マンダロニス
トロイ・マンダロニス（Troy Mandaloniz、1980年1月2日 - ）は、アメリカ合衆国の男性総合格闘家、レフェリー。ハワイ州ヒロ出身。

## 来歴
UFCの試合を見て感銘を受け、1997年から総合格闘技のトレーニングを開始。小学校からの友人であるBJ・ペンからは柔術のコーチを受けた。
2007年、The Ultimate Fighterシーズン6にマット・セラ率いるチーム・セラの一員として参加。エリミネイションバウトでは1回戦でポール・ジョージエフに1RKO勝ち、2回戦ではマット・アローヨに1R腕ひしぎ十字固めで一本負けし、シーズンから脱落。12月8日のフィナーレではリッチー・ハイタワーにTKO勝ちを収め、UFC公式戦では白星デビューとなった。
2009年2月21日、UFC 95でポール・ケリーと対戦し、0-3の判定負けを喫した。

## 戦績
| 総合格闘技 戦績 | 総合格闘技 戦績 | 総合格闘技 戦績 | 総合格闘技 戦績 | 総合格闘技 戦績 | 総合格闘技 戦績 | 総合格闘技 戦績 |
| --------------- | --------------- | --------------- | --------------- | --------------- | --------------- | --------------- |
| 5 試合          | (T)KO           | 一本            | 判定            | その他          | 引き分け        | 無効試合        |
| 3 勝            | 2               | 0               | 1               | 0               | 0               | 0               |
| 2 敗            | 0               | 0               | 2               | 0               | 0               | 0               |

| 勝敗 | 対戦相手               | 試合結果                  | 大会名                                                  | 開催年月日    |
| ×    | ポール・ケリー         | 5分3R終了 判定0-3         | UFC 95: Sanchez vs. Stevenson                           | 2009年2月21日 |
| ○    | リッチー・ハイタワー   | 1R 4:20 TKO（パンチ連打） | The Ultimate Fighter: Team Hughes vs. Team Serra Finale | 2007年12月8日 |
| ×    | デイヴィッド・ウェバー | 5分2R終了 判定0-3         | Chaos in the Cage                                       | 2006年9月30日 |
| ○    | マット・ティアラ       | 5分3R終了 判定2-1         | Total Combat 8                                          | 2005年4月2日  |
| ○    | アイザック・ペラルタ   | 1R 0:10 TKO（パンチ連打） | Total Combat 7                                          | 2005年1月29日 |